# Bertel Thorvaldsen
Bertel Thorvaldsen né le 9 novembre 1770 à Copenhague et mort le 24 mars 1844 dans la même ville est un sculpteur danois, principalement actif en Italie.

## Biographie

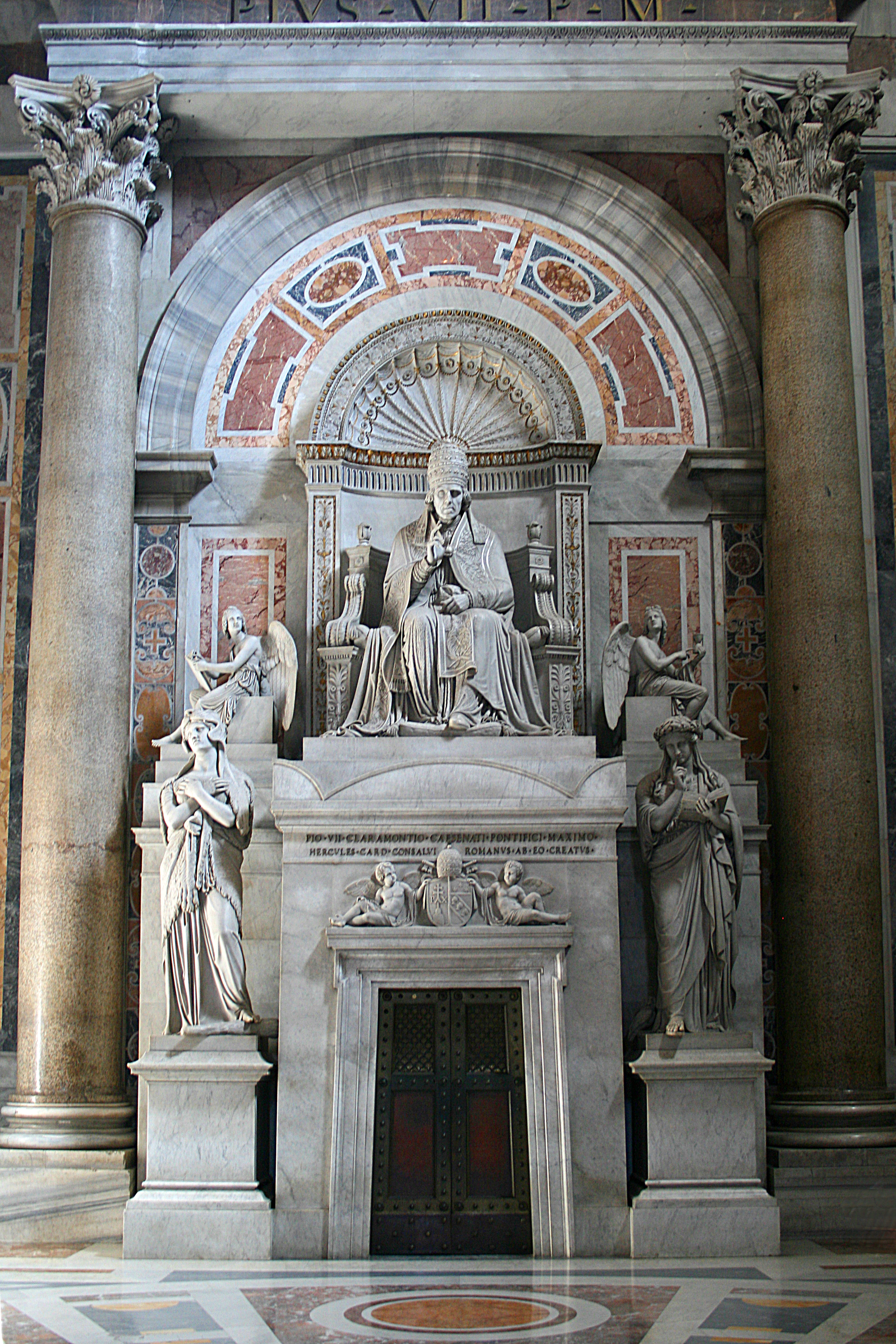
Tombeau du pape Pie VII (1831), Rome, basilique Saint-Pierre.

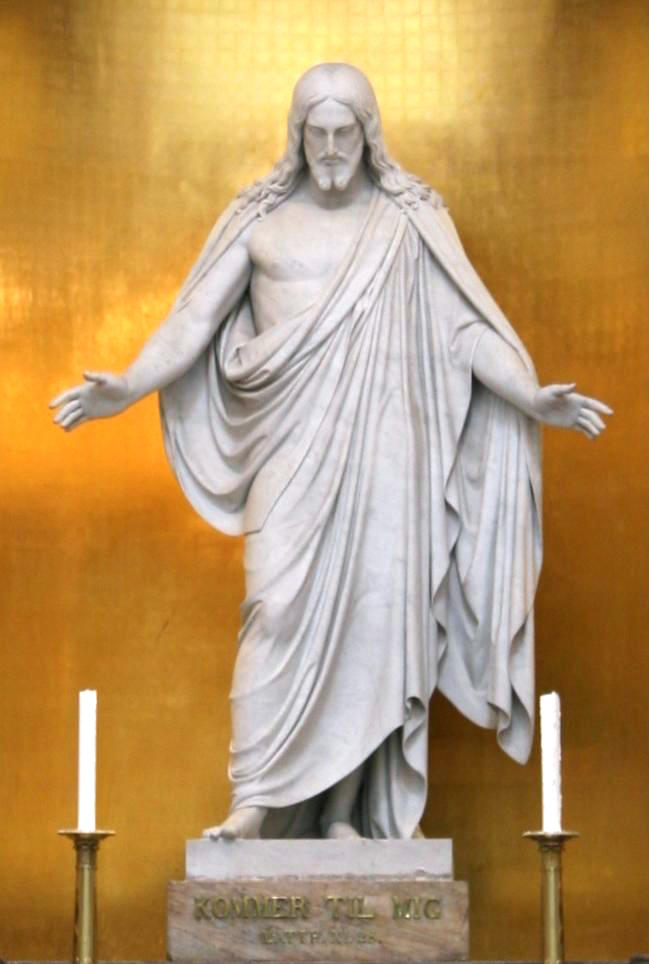
Jésus-Christ (1821-1824), cathédrale Notre-Dame de Copenhague.

Fils d'un sculpteur sur bois d'origine islandaise, Bertel Thorvaldsen entre en 1781 à l'Académie royale des beaux-arts, où il remporte tous les prix. Bénéficiaire d'une bourse royale, il se rend en 1797 à Rome où il exécute sa première œuvre d'importance, un projet de Jason qui lui vaut les éloges d'Antonio Canova. En 1803, le riche collectionneur britannique Thomas Hope lui commande une version en marbre du Jason : c'est le début du succès. Thorvaldsen ne quittera pas l'Italie pendant 16 ans.
En 1819, il effectue une visite au Danemark où il reçoit commande d'une série colossale du Christ et les douze apôtres, pour la cathédrale Notre-Dame de Copenhague détruite lors du bombardement britannique de 1807. Ce Christ sera la représentation typique du XIXe siècle, parmi les statues les plus copiées. De retour à Rome en 1820, il y reste jusqu'en 1838 avant son deuxième voyage à Copenhague où il est accueilli en héros.
Thorvaldsen meurt subitement en 1844. Son testament comprend un legs important pour l'édification d'un musée à Copenhague, destiné à recevoir sa collection personnelle ainsi que les modèles de ses œuvres. Son corps repose dans la cour de ce musée, sous un parterre de roses, conformément à ses vœux. À Rome, il avait remarqué le sculpteur irlandais John Hogan et fit à son égard cette remarque flatteuse : « Le meilleur sculpteur après moi que je laisse à Rome »[réf. nécessaire].
Thorvaldsen a une influence mondiale sur la sculpture jusqu'en Espagne et sur des artistes comme Damià Campeny (1771-1855) ou Auguste Clésinger (1814-1883).
Le peintre Christoffer Wilhelm Eckersberg (1783-1853) a peint un portrait de Thorvaldsen conservé à l'Académie royale des Beaux-arts du Danemark, cette œuvre a une importance dans l'histoire de la peinture danoise. Horace Vernet fit également un portrait de lui et il passa commande de sujets orientalistes à William Wyld (1806-1889), le jeune protégé de Vernet, lors du premier séjour en Italie de celui-ci en 1834.

### Style
Sculpteur du courant néo-classique, Thorvaldsen, se distingue de ses contemporains comme Antonio Canova par une technique plus réaliste et une exploitation rigoureuse des canons esthétiques antiques grecs, avec des éléments comme la mise en avant des caractéristiques principales de ces canons : musculature puissante et développée, grande taille, droiture du corps. La sculpture de Jason en est un parfait exemple.

## Distinctions
- Chevalier de l'ordre de Dannebrog
- Pour le Mérite

## Œuvres
En 1811, Bertel Thorvaldsen réalise une restauration « exhaustive » des personnages du fronton du temple Temple d'Aphaïa à Égine (500-490 av. J.-C.) pour Louis Ier de Bavière.
- Jésus-Christ, 1821-1824, statue en marbre, cathédrale Notre-Dame de Copenhague[2].
- Jason à la Toison d'or, 1803–1828, statue, Copenhague, musée Thorvaldsen[2] ;
- Adonis, 1808-1832, statue, Munich, Neue Pinakothek.
- Buste de Milady Elizabeth Vernon née Bingham of Lucan, 1816-1821, Washington, National Gallery of Art.
- Ganymède et l'Aigle, groupe, 1818-1829, Minneapolis, Minneapolis Institute of Arts.
- Ganymède donnant à boire à Zeus en Aigle, groupe, 1817, Copenhague, musée Thorvaldsen[2].
- Les Trois Grâces avec Cupidon, groupe, 1817-1818, Copenhague, musée Thorvaldsen[2].
- Les Trois Grâces, 1821, bas-relief, Milan, pinacothèque de Brera[2].
- Cupidon et Psyché, groupe, Copenhague, musée Thorvaldsen.
- Les Âges de l'amour, 1824, Copenhague, musée Thorvaldsen.
- Berger au chien, 1800, groupe, Copenhague, musée Thorvaldsen[2].
- Hébé, 1806, Copenhague, musée Thorvaldsen[2].
- Cupidon à la lyre, statuette, Saint-Pétersbourg, musée de l'Ermitage.
- La Charité chrétienne, bas-relief, Paris, musée du Louvre.
- La Nuit avec ses enfants, Le Sommeil et la Mort, 1815, Copenhague, musée Thorvaldsen.
- Vénus à la pomme ou Vénus Victrix, 1805, Copenhague, musée Thorvaldsen[2].
- Campagnes d'Alexandre, 1808, frise en bas-relief, Tremezzo, villa Carlotta.
- Tombeau du Pape Pie VII, 1831, Rome, basilique Saint-Pierre.
- Monument à Nicolas Copernic, 1822, Varsovie.
- Monument à Friedrich Schiller, Stuttgart.
- Lion de Lucerne, 1821, Lucerne[2].
- Danse des muses, bas-relief, Berlin, Alte Nationalgalerie[2].
- Monument au prince Joseph Poniatowski, statue, Varsovie, place Prezydencki.
- Jésus-Christ bénissant, Palanga, château Tyszkiewicz.
- La Déesse de l'Espoir, Copenhague, musée Thorvaldsen.

Œuvres de Bertel Thorvaldsen
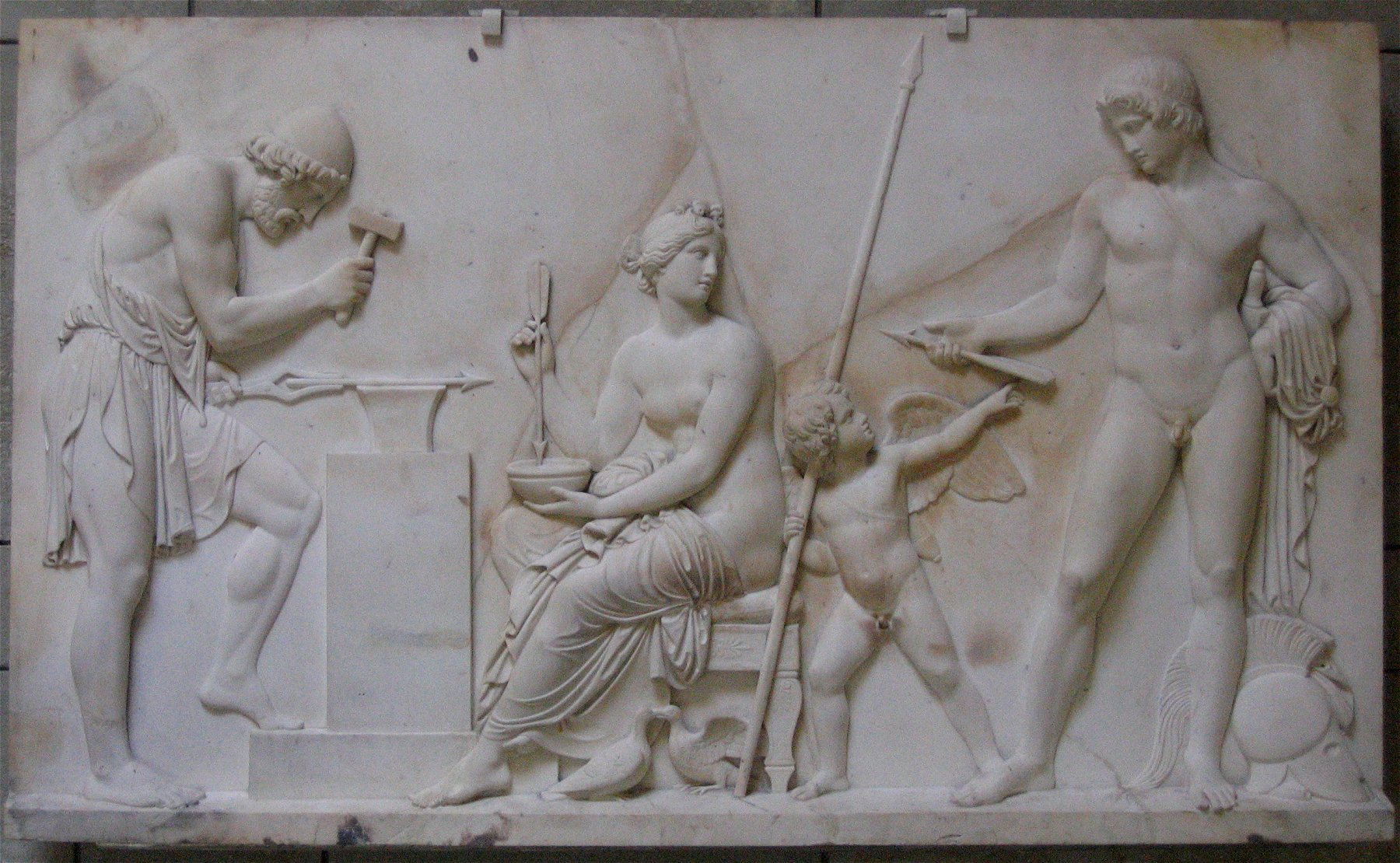
Vénus, Mars et Vulcain (1810-1811), bas-relief, Munich, Neue Pinakothek.
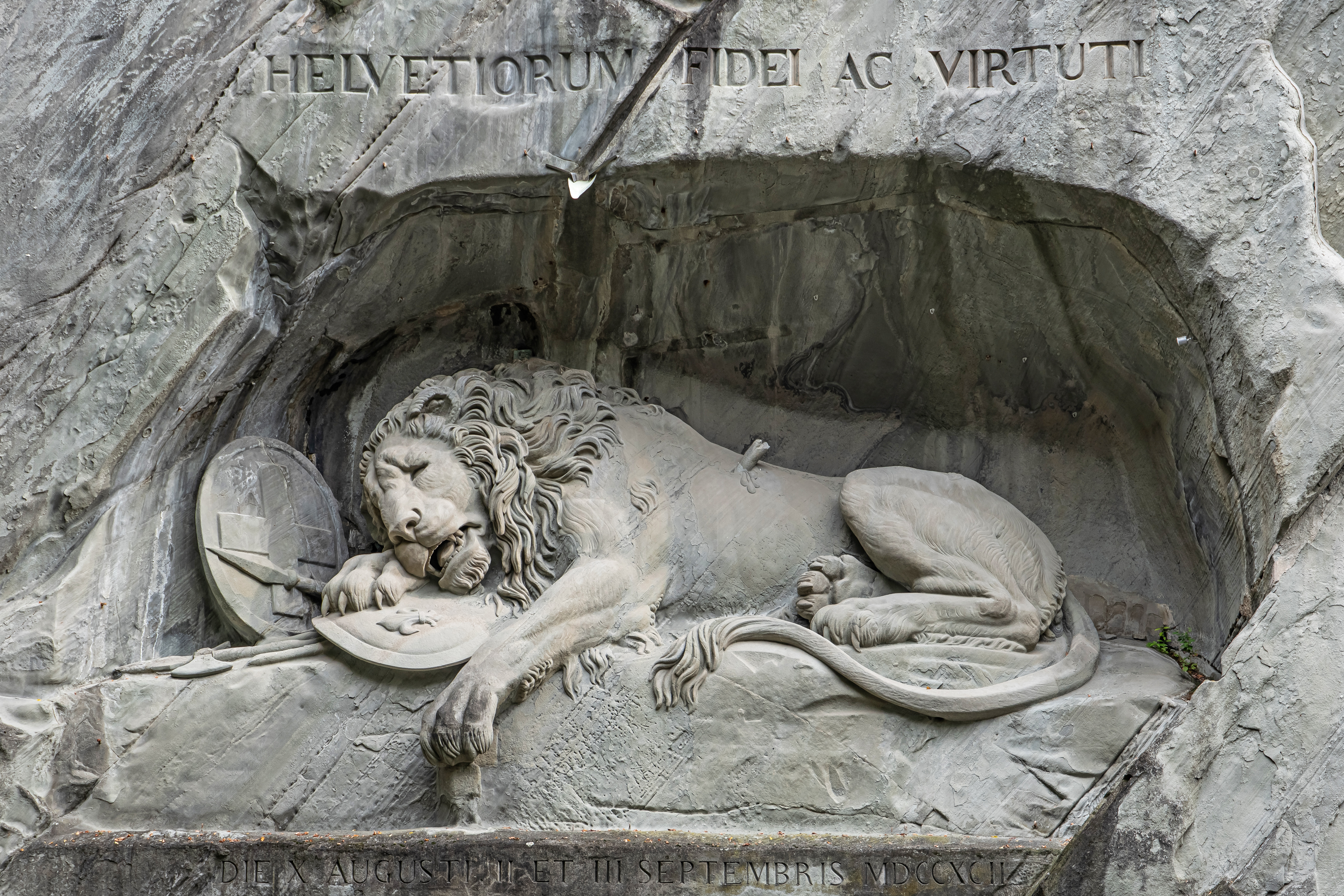
Lion de Lucerne (1819), Lucerne. L'inscription Pour la loyauté et le courage de la Suisse, la fleur de lys, la flèche brisée dans le corps du roi-lion, commémorent les Gardes suisses morts aux Tuileries pour leur fidélité à Louis XVI.
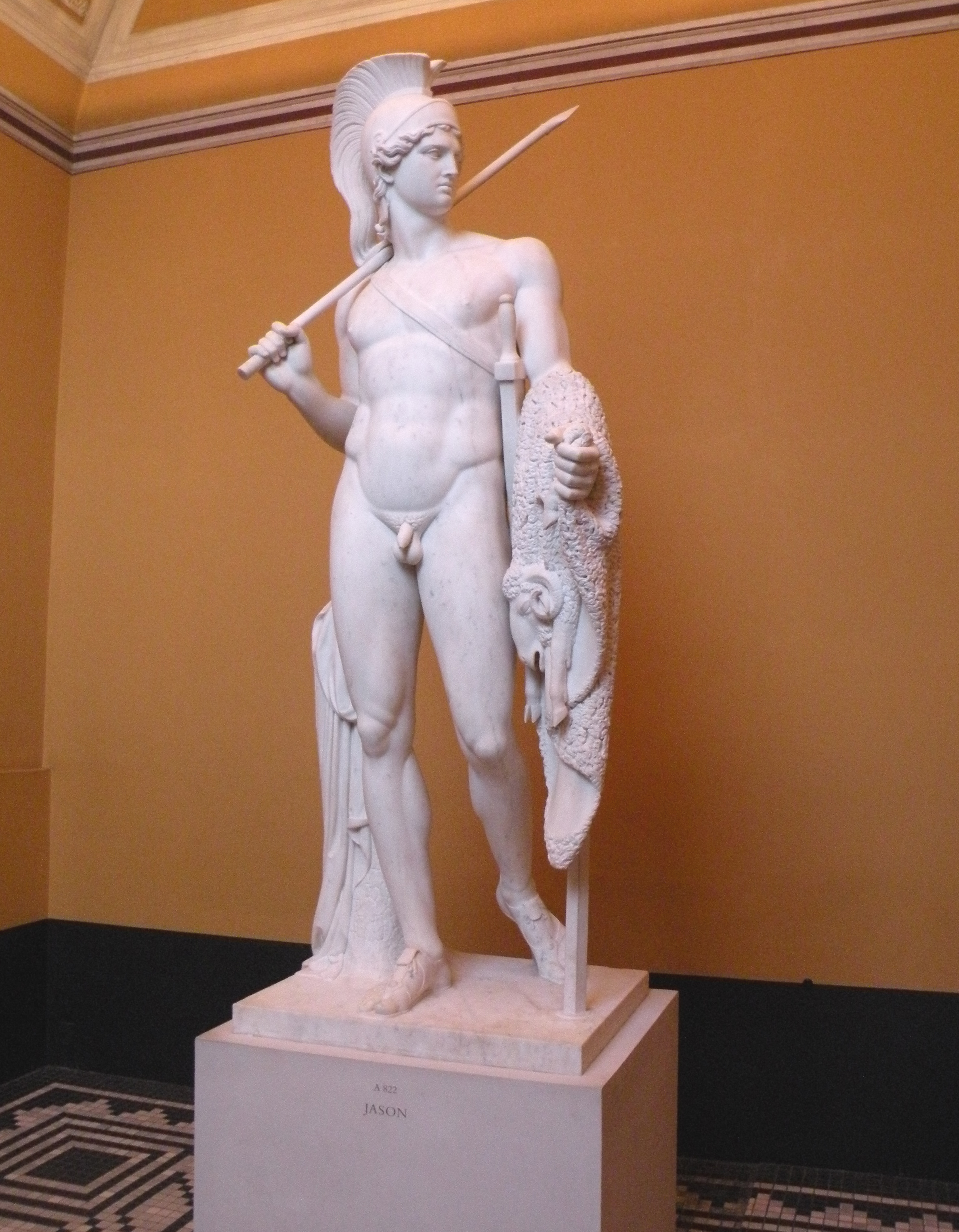
Jason à la Toison d'or, musée Thorvaldsen
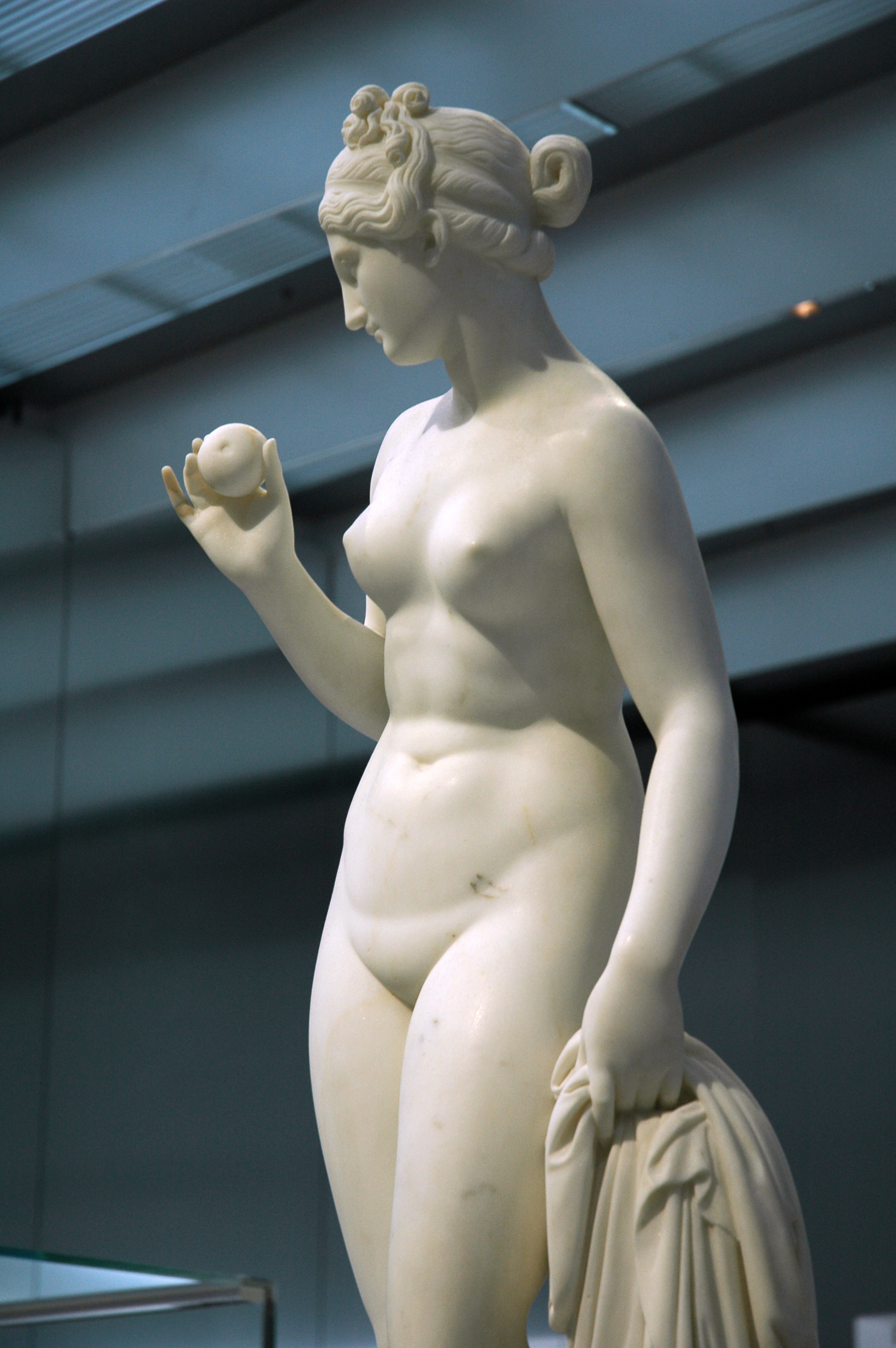
Vénus à la pomme, Louvre-Lens.
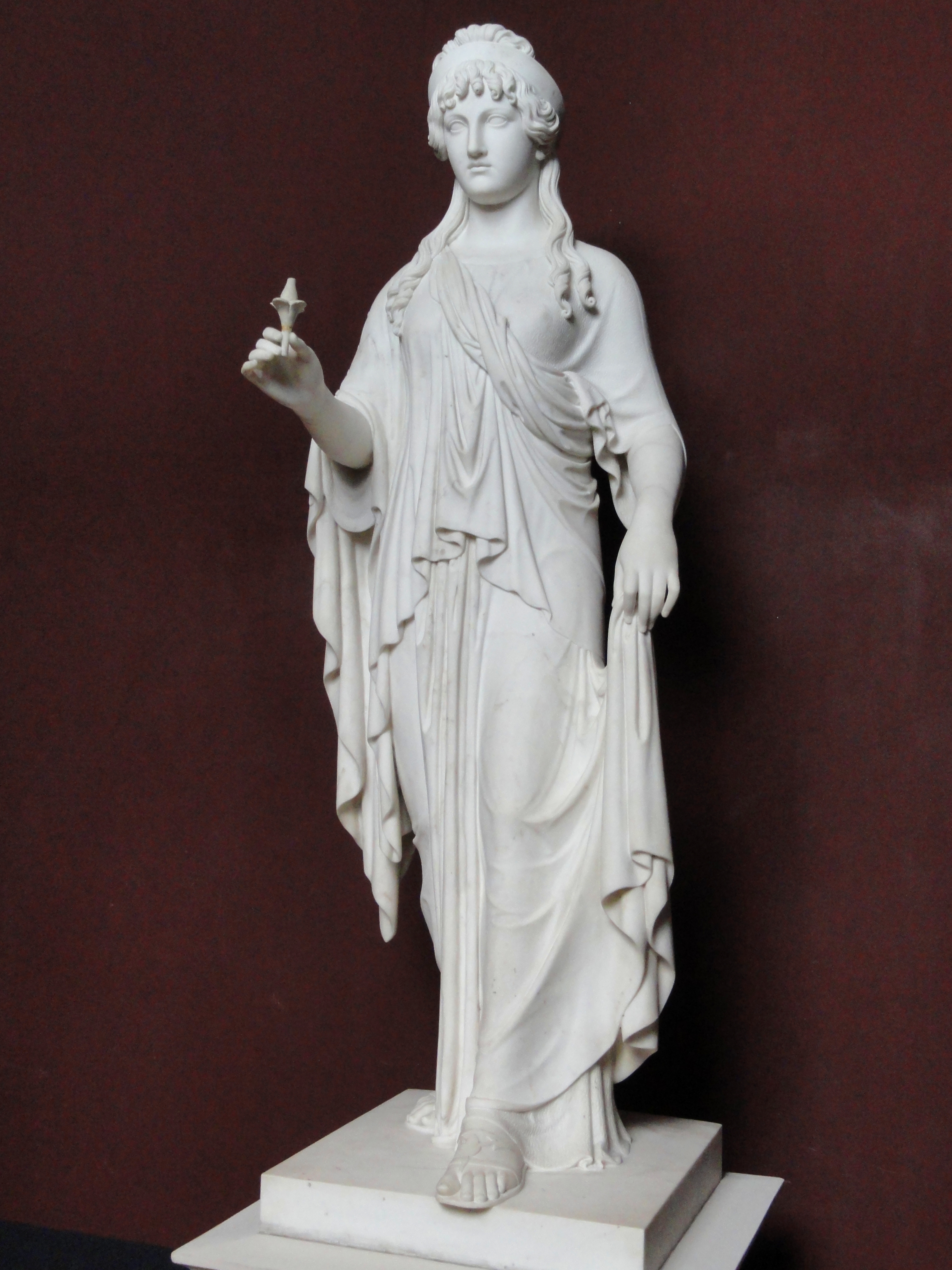
La Déesse de l'Espoir, Copenhague, musée Thorvaldsen.

## Hommage
Est nommé en son honneur (6257) Thorvaldsen, un astéroïde de la ceinture principale découvert en 1971.